# Daytona 500 1959

Layout der Strecke

Das 1959 First 500 Mile NASCAR International Sweepstakes at Daytona fand am 22. Februar 1959 statt und war das erste Daytona 500 der Geschichte und das zweite Rennen der NASCAR Grand National Series 1959.

## Hintergrund
Nachdem das Rennen auf dem Daytona Beach Road Course wegfiel, wurde es durch ein Rennen auf dem Daytona International Speedway ersetzt. Der Bau der Strecke begann zwei Jahre zuvor und sollte eine neue permanente Rennstrecke in Daytona Beach werden.

## Rennen

### Qualifying
Das Rennen bestand aus einem Qualifikationsrennen für Cabriolets und einem für die Hardtop-Grand-National-Fahrzeuge, Bob Welborn holte sich letztendlich die Pole-Position.

### Rennen
Welborn führte die ersten Runden über das Rennen an, bevor er jedoch aufgrund eines Motorproblems nach 75 Runden ausschied. Fireball Roberts übernahm daraufhin die Führung, 20 Runden später musste er jedoch wegen einer defekten Benzinpumpe aufgeben. Lee Petty und Johnny Beauchamp kämpften in den letzten 30 Runden um den Sieg und fuhren nebeneinander über die Ziellinie.
Beauchamp wurde zwar von den Rennleitern zum Sieger erklärt, Petty protestierte jedoch. Erst drei Tage später wurde aufgrund verschiedener Fotos Petty zum offiziellen Sieger erklärt.

## Ergebnisse

### Schlussklassement
| Pos. | Auto # | Fahrer                 | Runden |
| ---- | ------ | ---------------------- | ------ |
| 01   | 42     | Lee Petty              | 200    |
| 02   | 73     | Johnny Beauchamp       | 200    |
| 03   | 18     | Charley Griffith       | 199    |
| 04   | 6      | Cotton Owens           | 199    |
| 05   | 48     | Joe Weatherly          | 199    |
| 06   | 7      | Jim Reed               | 196    |
| 07   | 47     | Jack Smith             | 196    |
| 08   | 59     | Tom Pistone            | 195    |
| 09   | 15     | Tim Flock              | 193    |
| 10   | 1      | Speedy Thompson        | 193    |
| 11   | 8      | Johnny Allen           | 192    |
| 12   | 38     | Raul Cilloniz          | 192    |
| 13   | 41     | Curtis Turner          | 189    |
| 14   | 11     | Junior Johnson         | 189    |
| 15   | 29     | Dick Freeman           | 188    |
| 16   | 77     | Joe Lee Johnson        | 187    |
| 17   | 98     | Marvin Panch           | 185    |
| 18   | 25     | Gene White             | 185    |
| 19   | 9      | Roy Tyner              | 184    |
| 20   | 2      | Jimmy Thompson         | 182    |
| 21   | 19     | Herman Beam            | 182    |
| 22   | 92     | Wilbur Rakestraw       | 181    |
| 23   | 16     | Jim McGuirk            | 181    |
| 24   | 76     | Larry Frank            | 178    |
| 25   | 10     | Elmo Langley           | 175    |
| 26   | 4      | Rex White              | 174    |
| 27   | 55     | Ben Benz               | 169    |
| 28   | 71     | Dick Joslin            | 167    |
| 29   | 14     | Ken Rush               | 163    |
| 30   | 80     | Bob Rose               | 162    |
| 31   | 69     | Harold Smith           | 159    |
| 32   | 66     | Dick Foley             | 157    |
| 33   | 32     | Brownie King           | 152    |
| 34   | 21     | Glen Wood              | 149    |
| 35   | 83     | Bob Pronger            | 143    |
| 36   | 39     | Billy Carden           | 140    |
| 37   | 81     | Bernie Hentges         | 138    |
| 38   | 99     | Shorty Rollins         | 115    |
| 39   | 82     | Joe Eubanks            | 95     |
| 40   | 88     | Tiny Lund              | 92     |
| 41   | 49     | Bob Welborn            | 75     |
| 42   | 87     | Buck Baker             | 75     |
| 43   | 53     | Ken Johnson            | 67     |
| 44   | 74     | L. D. Austin           | 65     |
| 45   | 3      | Fireball Roberts       | 56     |
| 46   | 45     | Paul Bass              | 52     |
| 47   | 72     | Bobby Johns            | 46     |
| 48   | 37     | Eduardo Dibós Chappuis | 44     |
| 49   | 50     | Gober Sosebee          | 44     |
| 50   | 89     | Bob Said               | 42     |
| 51   | 95     | Bob Duell              | 38     |
| 52   | 36     | Pete Kelly             | 34     |
| 53   | 24     | Bob Potter             | 33     |
| 54   | 86     | Carl Tyler             | 29     |
| 55   | 33     | George Green           | 21     |
| 56   | 64     | Fritz Wilson           | 15     |
| 57   | 43     | Richard Petty          | 8      |
| 58   | 79     | Larry Odo              | 3      |
| 59   | 75     | Ken Marriott           | 1      |